# Агиос Теодорос (окръг Фамагуста)
А̀гиос Тео̀дорос (на гръцки: Άγιος Θεόδωρος; на турски: Çayırova) е село в Кипър, окръг Фамагуста. Според статистическата служба на Северен Кипър през 2011 г. селото има 406 жители.
Де факто е под контрола на непризнатата Севернокипърска турска република.